# Andy García

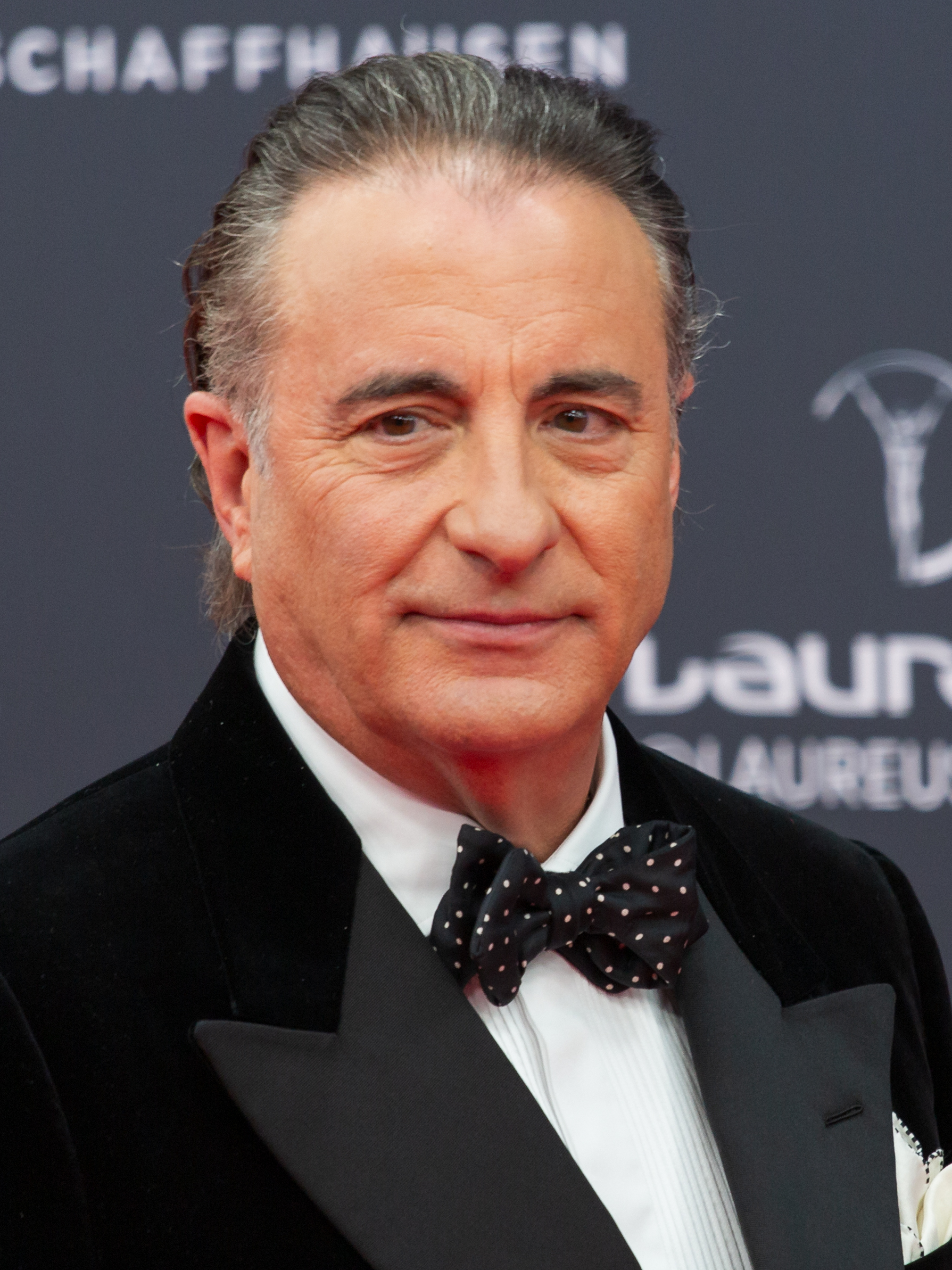
Andy García (2024)

Andy García (* 12. April 1956 in Havanna, Kuba, als Andrés Arturo García Menéndez) ist ein US-amerikanischer Schauspieler, Filmproduzent und Regisseur kubanischer Herkunft.

## Leben
Andrés Arturo García Menéndez wurde als jüngstes von drei Kindern eines Anwalts und einer Englischlehrerin in Kuba geboren. Er war Teil eines siamesischen Zwillingspaares. Sein unentwickelter Zwilling war kaum größer als ein Tennisball und wurde chirurgisch entfernt. Als er fünf war, floh seine Familie vor der Revolution in Kuba unter Fidel Castro in die Vereinigten Staaten. Die Familie zog nach Miami, wo sein Vater im Parfüm-Großhandel ein Vermögen machte.
Im Alter von 22 Jahren ging García nach Los Angeles, wo er sich nach einigen kleineren Rollen einer Theatergruppe anschloss. Daneben hielt er sich mit Gelegenheitsjobs, unter anderem als Möbelpacker und Kellner, über Wasser. 1983 debütierte er in dem Thriller Das mörderische Paradies als Filmschauspieler. Seinen Durchbruch hatte er 1987 mit Brian De Palmas Kriminalfilm The Untouchables – Die Unbestechlichen. Für seine Leistung als Vincent Mancini-Corleone in Der Pate III erhielt er 1990 eine Oscar- und eine Golden-Globe-Nominierung.
Für seine Darstellung des Jazzmusikers Arturo Sandoval in Die Jazz Connection wurde García 2001 sowohl für den Golden Globe Award als bester Hauptdarsteller als auch für den Satellite Award als bester Darsteller in einer Miniserie oder einem Fernsehfilm nominiert.
Mit dem Dokumentarfilm Cachao … Like His Rhythm There Is No Other über das Leben des kubanischen Musikers Israel „Cachao“ López hatte García 1993 sein Debüt als Regisseur.
García ist seit 1982 mit der Exil-Kubanerin Maria-Victoria Lorido-García verheiratet. Aus der Ehe gingen vier Kinder hervor, darunter die Schauspielerin Dominik García-Lorido (* 1983), die mit dem Regisseur Michael Doneger verheiratet ist. Garcia lebt mit seiner Familie in Toluca Lake, Kalifornien, und in Key Biscayne, Florida.

## Filmografie (Auswahl)

### Darsteller
- 1979: Archie Bunker’s Place (Fernsehserie, Folge 1x07)
- 1981, 1984: Polizeirevier Hill Street (Hill Street Blues, Fernsehserie, Folgen 1x01, 4x20)
- 1983: Ein himmlischer Lümmel (A Night in Heaven)
- 1984: Mord ist ihr Hobby (Murder, She Wrote, Fernsehserie, Folge 1x01)
- 1984: Unter Brüdern (Brothers, Fernsehserie, Folge 1x14)
- 1985: Das mörderische Paradies (The Mean Season)
- 1986: 8 Millionen Wege zu sterben (8 Million Ways to Die)
- 1987: The Untouchables – Die Unbestechlichen (The Untouchables)
- 1988: Amerikanisches Roulette (American Roulette)
- 1988: Stand and Deliver
- 1988: Tropic War (Clinton and Nadine)
- 1989: Black Rain
- 1990: Die Stärke der Macht (A Show of Force)
- 1990: Internal Affairs – Trau’ ihm, er ist ein Cop (Internal Affairs)
- 1990: Der Pate III (The Godfather Part III)
- 1991: Schatten der Vergangenheit (Dead Again)
- 1992: Ein ganz normaler Held (Accidental Hero)
- 1992: Jennifer 8 (Jennifer Eight)
- 1994: When a Man Loves a Woman – Eine fast perfekte Liebe (When a Man Loves a Woman)
- 1995: Das Leben nach dem Tod in Denver (Things to Do in Denver When You’re Dead)
- 1996: Lorca – Mord an der Freiheit (The Disappearance of Garcia Lorca)
- 1997: Nacht über Manhattan (Night Falls on Manhattan)
- 1997: Harlem, N.Y.C. – Der Preis der Macht (Hoodlum)
- 1998: Desperate Measures
- 1999: Swing Vote
- 1999: Ticket to Love (Just the Ticket)
- 2000: Die Jazz Connection (For Love or Country: The Arturo Sandoval Story)
- 2001: The Unsaid – Lautlose Schreie (The Unsaid)
- 2001: Ein Mann für geheime Stunden (The Man from Elysian Fields)
- 2001: Ocean’s Eleven
- 2003: Confidence
- 2003: Will & Grace (Fernsehserie, Folge 5x12)
- 2004: Twisted – Der erste Verdacht (Twisted)
- 2004: Ocean’s 12 (Ocean’s Twelve)
- 2004: Modigliani
- 2005: Tal der Wölfe (Kurtlar Vadisi, Fernsehserie, zwei Folgen)
- 2005: The Lost City
- 2006: Smokin’ Aces
- 2007: Ocean’s 13 (Ocean’s Thirteen)
- 2007: The Air I Breathe – Die Macht des Schicksals (The Air I Breathe)
- 2008: Beverly Hills Chihuahua
- 2008: La Linea – The Line (La Linea)
- 2009: Meet the Rizzos (City Island)
- 2009: Der rosarote Panther 2 (The Pink Panther 2)
- 2009: New York, I Love You
- 2010: La Linea 2 (Across the Line: The Exodus of Charlie Wright)
- 2011: Die Simpsons (The Simpsons, Zeichentrickserie, Folge 23x06, Stimme)
- 2011: 5 Days of War
- 2012: Gottes General – Schlacht um die Freiheit (For Greater Glory: The True Story of Cristiada)
- 2012: Die dunkle Wahrheit (The Truth)
- 2013: Ein Tag in Middleton (At Middleton)
- 2014: Rob the Mob – Mafia ausrauben für Anfänger (Rob the Mob)
- 2014: Rio 2 – Dschungelfieber (Rio 2, Stimme)
- 2014: Let’s be Cops – Die Party Bullen (Let’s be Cops)
- 2014: Tal der Wölfe – Hinterhalt (Kurtlar Vadisi – Pusu, Fernsehserie, Folge 9x01)
- 2014: Kill the Messenger
- 2016: Ballers
- 2016: Ghostbusters (Ghostbusters: Answer the Call)
- 2016: Max Steel
- 2016: Die wahren Memoiren eines internationalen Killers (True Memoirs of an International Assassin)
- 2016: Passengers
- 2017: Geostorm
- 2018: Mamma Mia! Here We Go Again
- 2018: Book Club – Das Beste kommt noch (Book Club)
- 2018: The Mule
- 2018: Bent – Korruption kennt keine Regeln
- 2019: Against the Clock
- 2019: Modern Love (Fernsehserie, zwei Folgen)
- 2020: Ana
- 2020: Words on Bathroom Walls
- 2021: Cash Truck (Wrath of Man)
- 2021: Rebel (Fernsehserie, zehn Folgen)
- 2021: Barb and Star Go to Vista Del Mar
- 2022: Big Gold Brick
- 2022: Der Vater der Braut (Father of the Bride)
- 2023: Miranda’s Victim
- 2023: Book Club – Ein neues Kapitel (Book Club: The Next Chapter)
- 2023: The Expendables 4 (Expend4bles)
- 2023: Pain Hustlers
- 2024: Landman (Fernsehserie)

### Regisseur
- 1993: Cachao … Like His Rhythm There Is No Other
- 2003: Nuestra Navidad
- 2005: The Lost City
- 2007: Cold Case – Kein Opfer ist je vergessen (Cold Case, Fernsehserie, Folge 4x22)

### Produzent
- 1993: Cachao… Like His Rhythm There Is No Other
- 1999: Ticket to Love (Just the Ticket)
- 1999: Swing Vote – Die entscheidende Stimme (Swing Vote)
- 2000: Die Jazz Connection (For Love or Country: The Arturo Sandoval Story)
- 2001: The Unsaid – Lautlose Schreie (The Unsaid)
- 2004: Modigliani
- 2005: The Lost City
- 2009: Meet the Rizzos (City Island)
- 2013: Ein Tag in Middleton (At Middleton)